# Kriváň (district de Detva)
Kriváň (allemand : Bergmünnich), est un village de Slovaquie situé dans la région de Banská Bystrica.

## Histoire
L'histoire de Kriváň est récente.
Kriváň est une gare depuis l'ouverture de la ligne de chemin de fer Salgotarjan( Hongrie) - Lučenec - Vrútky le 4 mai 1871. Le village devient une commune en 1955.

## Démographie

### Évolution de la population
| Année:               | 1994. | 2004.   | 2014.   | 2024.   |
| -------------------- | ----- | ------- | ------- | ------- |
| Nombre de personnes: | 1638  | 1709    | 1689    | 1739    |
| Différence:          |       | +4,33 % | -1,17 % | +2,96 % |

| Année:               | 2023. | 2024.   |
| -------------------- | ----- | ------- |
| Nombre de personnes: | 1727  | 1739    |
| Différence:          |       | +0,69 % |